# Opopaea concolor
Opopaea concolor (Blackwall, 1859) è un ragno appartenente alla famiglia Oonopidae.

## Biologia
Questo ragno è mirmecofilo, cioè vive in associazione con le formiche; in particolare sono stati rinvenuti esemplari all'interno dei nidi di alcune specie del genere Eciton Smith, 1858; questi ragni sembrano possedere sui pedipalpi strutture simili a tricomi

## Distribuzione
La specie è stata reperita in svariate località della fascia intertropicale.

## Tassonomia
Al 2012 non sono note sottospecie e dal 2009 non sono stati esaminati nuovi esemplari.